# Copa Báltica 2024
La Copa Báltica 2024 (en estonio, Balti turniir 2024; en letón, Baltijas Kauss 2024; en lituano, 2024 m. Baltijos taurė) fue la XXX edición de dicha competición.
El torneo se disputó en los días 8 y 11 de junio, y contó con el debut de Islas Feroe, además de la tradicional participación de los conjuntos bálticos de Estonia, Letonia y Lituania.

## Formato
Este año, Islas Feroe se unió a Estonia, Letonia y Lituania, por lo que se volvió a utilizar el formato de Eliminación directa que se usó por primera vez en la Copa Báltica 2012
En caso de empate en cualquiera de los encuentros, los partidos fueron definidos directamente por medio de los tiros desde el punto penal, sin disputarse tiempo suplementario.

## Resultados
- Los horarios son correspondientes a la hora local.

### Cuadro
|  | Semifinales           | Semifinales |                              |       | Final | Final |
|  |                       |             |                              |       |       |       |
|  | 8 de junio – Liepāja  |             |                              |       |       |       |
|  |                       |             |                              |       |       |       |
|  | Letonia               | 0           |                              |       |       |       |
|  | Letonia               | 0           | 11 de junio – Kaunas         |       |       |       |
|  | Lituania              | 2           |                              |       |       |       |
|  | Lituania              | 2           | Lituania                     | 1 (3) |       |       |
|  | 8 de junio – Tallin   |             | Lituania                     | 1 (3) |       |       |
|  |                       | Estonia (p) | 1 (4)                        |       |       |       |
|  | Estonia               | Estonia (p) | 1 (4)                        | 4     |       |       |
|  | Estonia               |             |                              | 4     |       |       |
|  | Islas Feroe           | 1           |                              |       |       |       |
|  | Islas Feroe           | 1           | Partido por el tercer puesto |       |       |       |
|  |                       |             |                              |       |       |       |
|  | 11 de junio – Liepāja |             |                              |       |       |       |
|  |                       |             |                              |       |       |       |
|  | Letonia               | 1           |                              |       |       |       |
|  | Letonia               | 1           |                              |       |       |       |
|  | Islas Feroe           | 0           |                              |       |       |       |

### Semifinales
| 8 de junio de 2024 | Letonia | 0:2 (0:0) | Lituania                                 | Estadio Daugava, Liepāja  |                           |
| 16:00 (UTC+3)      |         | Reporte   | Armandas Kučys 49' · Artūr Dolžnikov 72' | Árbitro(s): Juri Frischer | Árbitro(s): Juri Frischer |

| 8 de junio de 2024 | Estonia                                                                       | 4:1 (1:1) | Islas Feroe       | A. Le Coq Arena, Tallin        |                                |
| 19:00 (UTC+3)      | Alex Matthias Tamm 43' · Henri Anier 50' · Edgar Tur 83' · Danil Kuraksin 90' |           | Petur Knudsen 24' | Árbitro(s): Robertas Valikonis | Árbitro(s): Robertas Valikonis |

### Tercer lugar
| 11 de junio de 2024 | Letonia              | 1:0 (0:0) | Islas Feroe | Estadio Daugava, Liepāja  |                           |
| 19:00 (UTC+3)       | Andrejs Cigaņiks 49' | Reporte   |             | Árbitro(s): Kristo Tohver | Árbitro(s): Kristo Tohver |

### Final
| 11 de junio de 2024 | Lituania                                                                                       | 1:1 (0:0) (3:4 p.)         | Estonia                                                                      | Estadio S. Darius y S. Girėnas, Kaunas |  |
| 19:00 (UTC+3)       | Giedrius Matulevičius 84'                                                                      | Reporte                    | Mark Anders Lepik 82'                                                        |                                        |  |
|                     |                                                                                                | Tiros desde el punto penal |                                                                              |                                        |  |
|                     | Justas Lasickas · Fedor Černych · Artemijus Tutyškinas · Arvydas Novikovas · Linas Klimavičius |                            | Karol Mets · Mark Anders Lepik · Kevor Palumets · Erik Sorga · Martin Vetkal |                                        |  |